# Phare de Port Clinton

Le phare de Port Clinton (en anglais : Pot Clinton Light), est un phare situé à Port Clinton, à l'extrémité du Water Works Park sur le lac Érié dans le comté d'Ottawa, Ohio.
Il se trouvait auparavant à l'extrémité extérieure de la jetée ouest, située à l'entrée du port. Ce phare a deux incarnations qui ont été construites avec des matériaux différents. Seule la structure actuelle subsiste car elle a été déplacée dans une marina et remplacée par une tour à claire-voie en 1952. La marina a à son tour revendu le phare à la ville, et il a été placé dans le parc entièrement restauré. Le phare de Port Clinton  est le phare le plus court de l'État.

## Historique
Le premier phare, de 1833, était construit en pierre de taille. Malgré les appels pour que la lumière soit interrompue en raison d'un manque de trafic portuaire, il est resté en activité jusqu'en 1870. Cette année-là, la salle de lanterne a été retirée de la tour, ce qui a suscité des plaintes des résidents. En 1883, les jetées dans le port ont été étendues dans le lac Érié, ce qui a incité le Congrès à agir en 1895 sur la construction d'un nouveau phare.
Le nouveau phare a été construit en bois et est entré en service à l'extrémité extérieure de la jetée ouest en 1896. L'ancienne tour a été rasée en 1899, et l'habitation du gardien d'origine a été remplacée en 1901 en faveur d'une résidence plus moderne. Le phare a été automatisé en 1926 et a été vendu l'année suivante, ce qui a entraîné sa désactivation. La résidence du gardien a été utilisée comme immeuble à appartements dans les années 1940 et plus tard comme restaurant en 1983. Le phare en bois a été retiré de la jetée en 1952 et a été relocalisé dans la marina du nouveau propriétaire sur la rivière Portage. Cette même année, une nouvelle tour blanche à claire-voie a été érigée sur place avec un objectif moderne de 375 mm.
En 2009, le restaurant qui était dans la résidence du gardien a fermé en raison d'un incendie. Le propriétaire a été arrêté et incendié en 2010, ce qui a entraîné la vente de la résidence à la Croghan Colonial Bank en 2013. La tour du phare en bois a été donnée en 2011 à la ville de Port Clinton par les propriétaires de la même marina qui l'avait acquise 59 ans auparavant. Des réparations ont été apportées à l'ancienne tour, ce qui a entraîné une restauration complète, mais il y a eu des batailles légales sur l'emplacement de la structure. Le Port Clinton Lighthouse Conservancy  et la ville ont finalement tout réglé le 14 juillet 2015 avec le placement à l'extrémité nord du Water Works Park. La structure est illuminée depuis 2016 pendant la nuit mais elle n'est plus considérée comme une aide à la navigation.

## Description
Le phare  est une tour pyramidale en bois avec galerie et lanterne de 6 m de haut, peinte en blanc. Le toit octogonal de la lanterne est noir. Il émet, à une hauteur focale de 8 m, une lumière rouge fixe.
Identifiant : ARLHS : USA-914 .

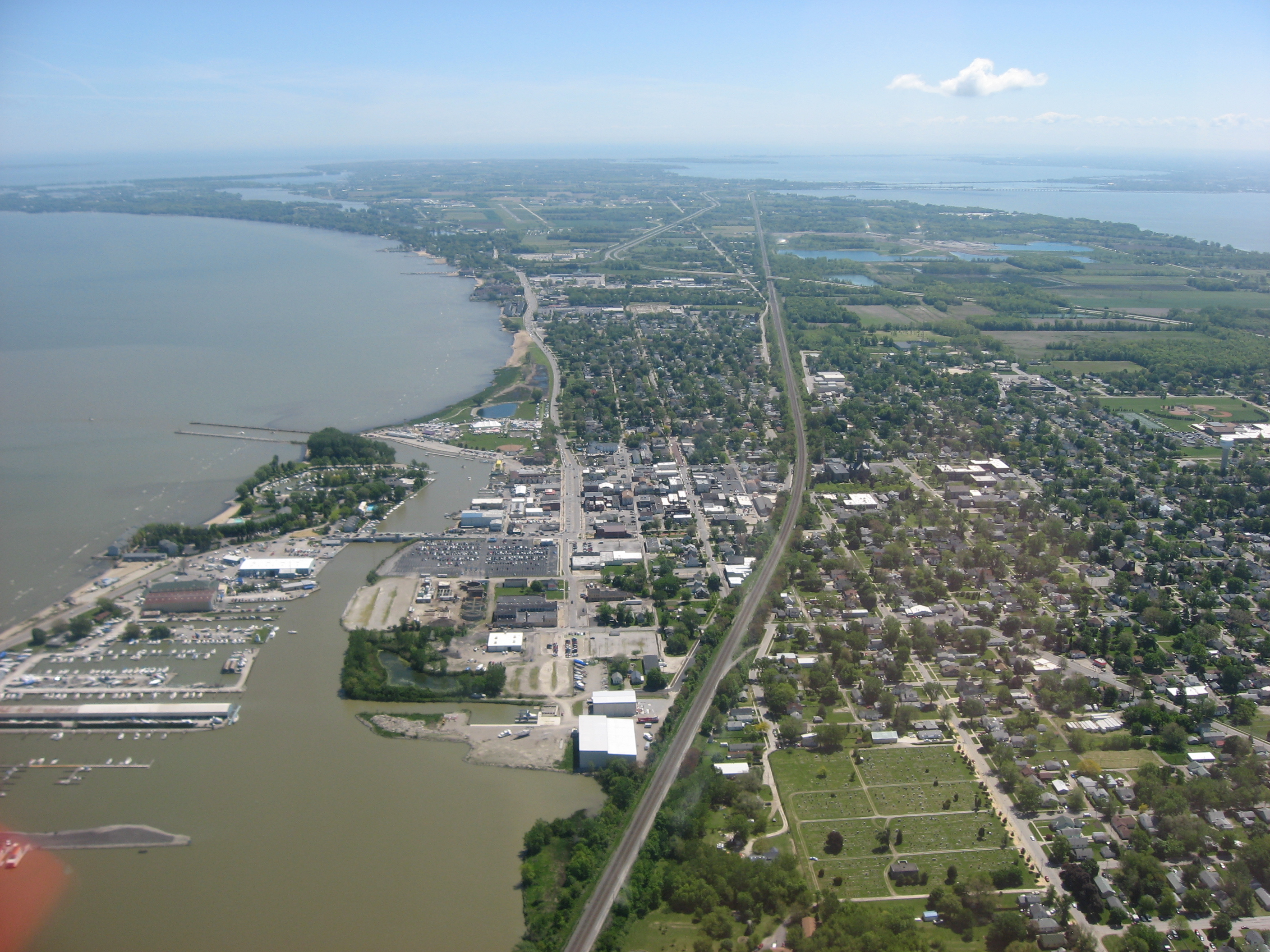
Port Clinton

### Lien connexe
- Liste des phares de l'Ohio